# Barrage d'Onaç II
Le barrage d'Onaç II est un barrage en Turquie. Il a pour fonction de fournir l'eau nécessaire à l'irrigation.
Le barrage d'Onaç I est immédiatement en aval et sert de tampon pour éviter les crues. 

## Sources
- (en) www.dsi.gov.tr/tricold/onac1.htm Site de l'agence gouvernementale turque des travaux hydrauliques